# オジー自慢のオリオンビール
「オジー自慢のオリオンビール」（オジーじまんのオリオンビール）は、日本のバンド、BEGINの楽曲。

## 概要
作詞・作曲・編曲はBEGIN。
今楽曲は2002年7月3日に発売されたアルバム『ビギンの島唄 〜オモトタケオ2〜』に収録されたのが初出であり、沖縄県に本拠を置くビールメーカーであるオリオンビールをテーマに制作され、またメンバー出演のオリオンビールのCMソングとしても起用されている。ちなみに、対となる楽曲として制作された「オバー自慢の爆弾鍋」も今アルバムが初出である。
後に、サビから始まり楽曲の後半に歌詞が追加され楽曲自体にもアレンジが変更された「オジー自慢のオリオンビール (エイサー・バージョン)」が、24作目のシングルとして2003年2月20日に沖縄県限定でリリース（詳しくは後述）。こちらのバージョンは、2005年2月23日に発売されたベストアルバム『BEGIN シングル大全集』に収録された。
「涙そうそう」（2000年発売）「島人ぬ宝」（2002年発売）「三線の花」（2006年発売）に並ぶBEGINの代表曲の一つであり、ワンマンライブや様々な音楽フェスでもよく演奏される。特にサビにおいては、両手を頭上の左右斜めに上げ下げする動作を観客が自ら行なったり、音源ではラストのサビをボーカルの比嘉が「なーてぃーち」と言って繰り返す構成だが、ライブでは何度か言ってサビを繰り返す演奏を行うのが恒例となっていて、その模様がYouTubeの公式チャンネル「BEGIN ch」やDVD映像作品などいくつかの映像で確認できる。
オリオンビールの当時常務であった宮里政一から楽曲を依頼され「竹富島で会いましょう」（アルバム『ビギンの島唄 〜オモトタケオ〜』収録曲）を聴かせたところ、「島人ぬ宝」の人気も後押しし、「島唄はビギンのもう一つの魅力」として今楽曲が起用された。

## オジー自慢のオリオンビール (エイサー・バージョン)
「オジー自慢のオリオンビール（エイサー・バージョン）」（オジーじまんのオリオンビール エイサー・バージョン）は、BEGINの通算24作目のシングル。2003年2月20日にインペリアルレコードから沖縄県限定で発売された。
昨年に発表されたアルバム『ビギンの島唄 〜オモトタケオ2〜』収録曲「オジー自慢のオリオンビール」と、カップリング曲として「オバー自慢の爆弾鍋」のアレンジバージョンが収録されている。またサブタイトルに「エイサー・バージョン」と付けられているが、元々の歌詞がほとんど沖縄県の方言で書かれており、その上で楽曲全体のアレンジ変更やイントロ部分にサビ、アウトロ部分に歌詞の追加が行われている。曲中に鳴っている指笛は原曲と同じくギターの島袋優が行なっており、ライブでも同様に行なっている。
ジャケットの背景色が青・赤・黄の３パターンが存在するが、収録内容は同一である。

### 収録曲
| 全作詞・作曲・編曲: BEGIN。 |                                                                                |       |            |      |
| #                           | タイトル                                                                       | 作詞  | 作曲・編曲 | 時間 |
| 1.                          | 「オジー自慢のオリオンビール（エイサー・バージョン）」                         | BEGIN | BEGIN      | 4:31 |
| 2.                          | 「オバー自慢の爆弾鍋（エイサー・バージョン）」                                 | BEGIN | BEGIN      | 5:42 |
| 3.                          | 「オジー自慢のオリオンビール（エイサー・バージョン）（オリジナル・カラオケ）」 | BEGIN | BEGIN      | 4:31 |
| 4.                          | 「オバー自慢の爆弾鍋（エイサー・バージョン）（オリジナル・カラオケ）」         | BEGIN | BEGIN      | 5:42 |
| 5.                          | 「オバー自慢の爆弾鍋（オリジナル・カラオケ）」                                 | BEGIN | BEGIN      | 3:48 |
| 合計時間:                   | 合計時間:                                                                      | 24:14 |            |      |

### BEGIN ch（YouTube）
1. ↑  BEGIN／オジー自慢のオリオンビール（沖縄からうた開き！うたの日コンサート2019）2024年4月8日閲覧。
2. ↑  BEGIN／オジー自慢のオリオンビール（ビギン15周年記念公園）2024年4月8日閲覧。
3. ↑  BEGIN／オジー自慢のオリオンビール（25周年記念コンサート「Sugar Cane Cable Network」ツアー2015-2016 at 両国国技館）2024年4月8日閲覧。
4. ↑  BEGIN／オジー自慢のオリオンビール（沖縄からうた開き！うたの日コンサート2015 in 嘉手納2024年4月8日閲覧。